# Piedra de Tjängvide
La piedra de Tjängvide, listada en Rundata como G 110, es una estela decorada con imágenes de la Era vikinga descubierta en 1844 en una granja de Tjängvide Gotland, Suecia pero que actualmente está expuesta en el Museo Nacional de Antigüedades de Estocolmo. Es una losa plana de piedra caliza que mide 1,7 metros de altura, 1,2 metros de ancho y 30 cm de grosor. La piedra es probablemente de origen pagano a la vista que no hay elementos de Cristianismo en ninguna de las figuras expuestas. Una de las imágenes ha sido escogida como logo para representar el Museo Nacional de Antigüedades de Suecia y una de las más popularmente conocidas entre aficionados de distinto talante.

## Detalles

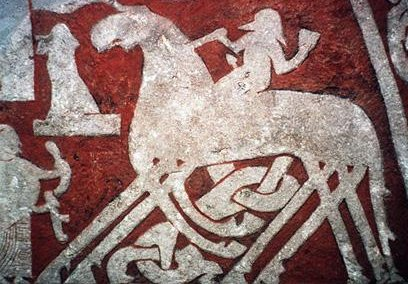
Detalle de la famosa figura a caballo.

La piedra está decorada con muchas figuras en dos campos, superior e inferior, los cuales están separados por una trama trenzada que parecen valknuts. En el campo superior, hay un gran caballo de ocho patas y un pequeño jinete a quien una mujer ofrece una bebida en un cuerno, hay también un animal cuadrúpedo y otras imágenes menos perceptibles.
El jinete normalmente se identifica con el dios Odín sobre su caballo de ocho patas Sleipnir, o quizás un difunto llegando al Valhalla sobre el corcel de Odín La figura femenina está identificada como una valquiria.

## Teorías
Existen otras interpretaciones sobre la imagen. Una de ellas se basa en la Saga Volsunga, donde el jinete se supone que es Sigurd cabalgando sobre Grane (un descendiente de Sleipnir) y que la figura femenina corresponde a Brunilda o bien Grimhilde que da la bienvenida a Sigurd a la corte de Gjukungs. Esta historia fue muy popular durante la Era vikinga y representada en otras estelas rúnicas conocidas como las Piedras de Sigurd. También puede ser posible que las ocho patas representen la rapidez del caballo y que el jinete es un hombre sencillo que es recibido por su esposa. El hombre tras la figura femenina parece llevar un arco, puede ser un cazador y el cuadrúpedo que le acompaña puede ser su perro. La figura horizontal encima del jinete parece un hombre muerto.
Hay que resaltar que la piedra tiene forma fálica, y que las combinaciones de muerte y simbología erótica es abundante en las runas de Gotland y otras piedras similares.

## Inscripción
La inscripción rúnica a la izquierda del campo es una fila rúnica, pero muchas de las runas se han perdido. En la inscripción rúnica a la derecha del campo inferior se han perdido la mitad de las runas, las palabras están unidas sin espacios entre ellas y el tipo es runa de palo corto.
El nombre Hiorulf en el texto se traduce como lobo espada.
Así se representa la inscripción según el proyecto Rundata:

### En caracteres latinos
- A fuorkhn... ...fuþr-...
- B ... (r)aisti stainin aft iurulf bruþur sin ÷ sikuif(i)r(t)(u)(a)(n)k(i)sifil

### EnNórdico antiguo
- A fuþork ...
- B ... ræisti stæininn æftiR Hiorulf/Iorulf, broður sinn ...

### En castellano
- A fuþork ...
- B ... levantada la piedra en memoria de Hjôrulfr/Jórulfr, su hermano ...